# 顶端优势
顶端优势指植物的顶芽优先生长，对侧芽萌发、侧枝生长的抑制作用，也包括对侧枝、叶子生长角度的影响。

## 现象
向日葵的顶端优势明显，单株不分枝，仅茎端长出一花盘；玉米、高粱的顶端优势也较强，一般不分枝。水稻、小麦的顶端优势在前期比较弱，萌生多级分蘖。番茄的顶端优势弱，能长出多分枝；柳树顶端优势极弱，无主茎、分枝的区别，树形松散。松科、柏科植物顶端优势强，对下部侧芽的抑制比上部侧芽的轻；形成宝塔形树冠。
枫树幼龄期顶端优势强，老龄时发生分枝。玉米顶芽分化为雄穗后，下部的侧芽开始分化为雌穗。光强低，土壤通气不良、缺水，顶端优势增强；氮素供应充足，顶端优势减弱。

## 解释
- 营养学说：1900年K.格贝尔，认为的细胞生长迅速、代谢旺盛，需较多营养物质。由于顶芽优先享用由根、叶运来的营养物质，使侧芽得不到充足的养分，受到抑制。
- 生长素学说：1933年实验证明，如在蚕豆切除顶端后的断面上施加生长素，侧芽萌发受抑制，与不切除顶芽的相同。说明顶芽是生长素合成的中心，生长素沿茎向基部运输，茎顶端产生的高浓度生长素下运后，抑制侧芽生长。
- 营养调运学说：1936年F.W.温特，提出顶端分生组织的细胞活跃，合成大量激素，高浓度激素可控制代谢物运输方向，促进物质运输到顶芽；侧芽则缺少营养物供应。

## 其它
另外顶端优势的形成，与生长素的两重性有关。低浓度促进生长，高浓度抑制生长，甚至杀死植物。顶芽处生长素浓度低，促进生长；侧芽处生长素浓度高，抑制生长。同時也和細胞分裂素有關。